# Ръсовци
Вижте пояснителната страница за други значения на Хърсово.
Ръ̀совци (местна форма на Хърсовци, на сръбски: Рсовци) е село в община община Пирот, Пиротски окръг, Сърбия. През 2002 година населението му е 183 души.

## География
Ръсовци е купно село, разположено в областта Висок.

## История
В османотурски регистър от средата на XVI век се споменава село Хърсовче, с 45 домакинства, шестима неженени жители и пет вдовици и приход от 3995 акчета

По Берлинския договор от 1878 година селото е включено в пределите на Сърбия. Според сръбския автор Мита Ракич през 1879 година Рсовце има 94 къщи и 765 жители (382 мъже и 383 жени). Един от мъжете е грамотен. През 1887 година училищният инспектор Б. Т. Тирич, който посещава Рсавци, пише, че в селото е разпространен сифилисът. Той също така отбелязва:
| „ | Българската пропаганда има голямо влияние в този район. Това, освен по другото, се забелязва и по българските шапки, които са раздадени на младите мъже... Това трябва да се спре. За това най-удобното средство е самият учител, но трябва да се изпрати отличен човек... | “ |

През 1915-1918 и 1941-1944 година Ръсовци е в границите на военновременна България. През 1916 година, по време на българското управление на Моравско, Ръсовци е център на Ръсовска община на Пиротска селска околия и има 1152 жители.

## Население
- 1948 – 1519 жители.
- 1953 – 1406 жители.
- 1961 – 1221 жители.
- 1971 – 823 жители.
- 1981 – 479 жители.
- 1991 – 347 жители.
- 2002 – 183 жители.

Според преброяването от 2002 година жителите на селото са сърби.

## Културни забележителности
- Пещерна църква „Свети свети Петър и Павел“, намираща се край селото. Смята се, че е от средата или втората половина на ХІІІ век. Запазени са остатъци от стенописи, сред които е известно изображението на плешивия Исус. Обявена е за паметник на културата през 1981 година.[5]
- Манастир „Свети Илия“, разоположен на 1,5 км. от селото. В църквата няма стенописи или надписи. Смята се, че е изградена през втората половина на ХІХ век. Обновявана е през 1936 и 1945 година.[5] През 2009 година църквата е разрушена и на нейно място е издигната нова.[6]

## Редовни събития
Съборът на селото е на 2 август, Илинден.